# Xylopia polyantha
Xylopia polyantha este o specie de plante angiosperme din genul Xylopia, familia Annonaceae, descrisă de Robert Elias Fries. Conține o singură subspecie: X. p. longesericea.